# 伊利諾伊 (伊利諾伊州和印地安納州)
伊利諾伊（英語：Illinoi）是位於美國伊利諾伊州坎卡基縣的一個非建制地區。該地的面積和人口皆未知。

## 地理
伊利諾伊的座標為41°11′23″N 87°31′34″W / 41.18972°N 87.52611°W，而該地的平均海拔高度為192米（即630英尺）。